# 二白杨
二白杨（学名：Populus gansuensis）是杨柳科杨属的植物，为中国的特有植物。分布在中国大陆的甘肃、内蒙古等地，生长于海拔1,050米至2,600米的地区，多生长于村庄道边和渠旁，目前尚未由人工引种栽培。
其种加词gansuensis，意为“甘肃的”。

## 别名
软白杨、青白杨、二青杨（甘肃）

## 异名
- Populus gansuensis C. wang et H. L. Yang var. wenhsiensis C. F. Fang et H. L. Yang